# Superstar (Rikke Normann)
Superstar è un singolo della cantante norvegese Rikke Normann, pubblicato il 1º giugno 2011 su etichetta discografica RikkiLeaks come primo estratto dal suo album di debutto Rikki's Guns.

## Tracce
1. Superstar – 3:20

## Classifiche
| Classifica (2011) | Posizione massima |
| ----------------- | ----------------- |
| Norvegia          | 7                 |